# Péage urbain de Londres
 (mars 2013).
Si vous disposez d'ouvrages ou d'articles de référence ou si vous connaissez des sites web de qualité traitant du thème abordé ici, merci de compléter l'article en donnant les références utiles à sa vérifiabilité et en les liant à la section « Notes et références ».

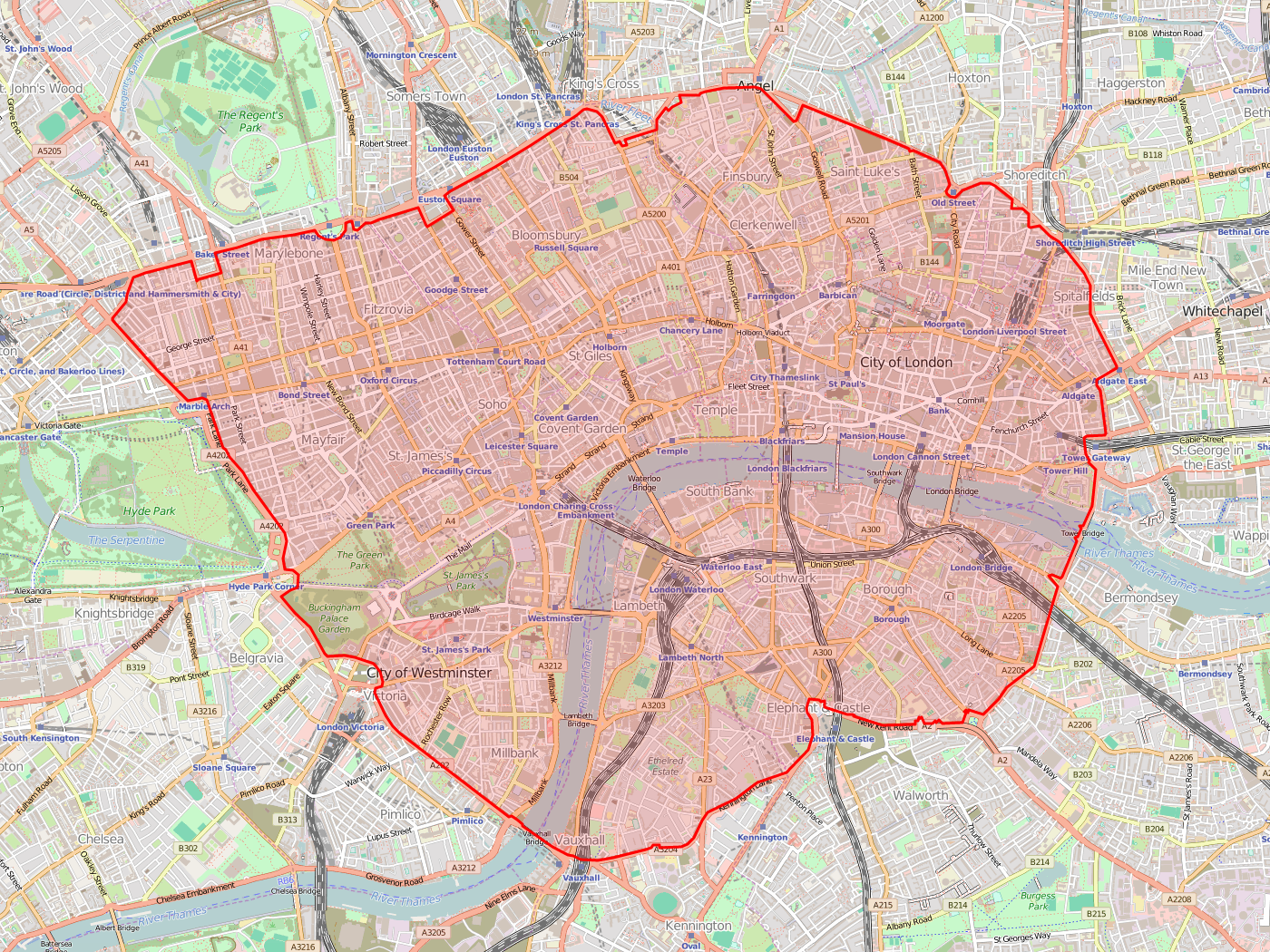
Carte de la zone où s'applique le péage urbain de Londres.

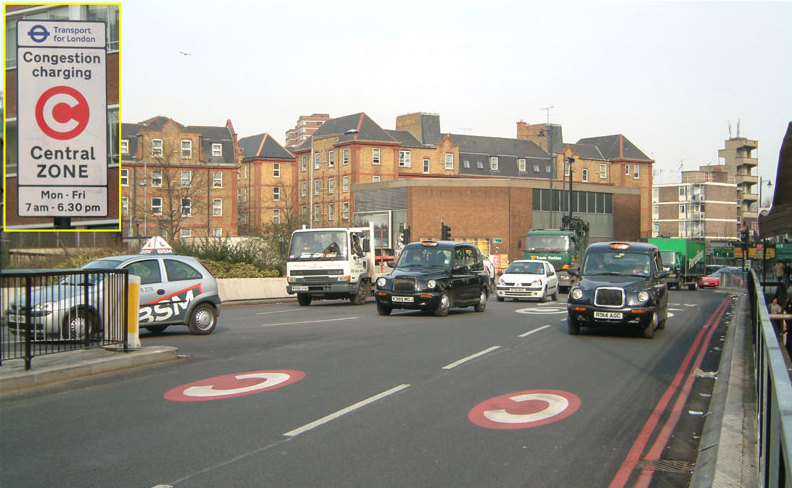
Le marquage au sol et un panneau marquent l'entrée dans la zone à Old Street.

Le péage urbain de Londres (London congestion charge) est un péage urbain, c'est-à-dire un droit de circulation frappant certaines catégories de véhicules automobiles qui entrent dans le centre-ville. Londres n'est pas la première ville à avoir adopté un péage urbain, mais, en 2005, c'est la plus grande ville à utiliser cette technique. L'organisation responsable de la gestion du péage est Transport for London (TfL).
Toutefois, il est possible de traverser Londres dans le sens Nord-Sud en empruntant Edgware Road pour déboucher sur Vauxhall Bridge Road (en), afin d'éviter les zones à péage.

## Historique
Le droit de circuler a été institué le 17 février 2003 au tarif de 5 £. Depuis le 4 juillet 2005, le forfait pour une journée s'élève à 8 £ et doit être payé par le propriétaire de tout véhicule entrant, sortant ou circulant à l'intérieur de la zone à péage, entre 7 heures et 18 heures, du lundi au vendredi. Le paiement peut s'effectuer par téléphone, SMS, internet ou dans un magasin équipé de l'équipement nécessaire. 
Si le péage n'est pas payé à 22 heures le jour du déplacement, il est majoré de 5 £. Cette disposition a pour objectif de réduire le nombre des paiements à la dernière minute. Si le péage n'est pas payé à minuit, l'amende encourue s'élève à un minimum de 50 £.
En septembre 2005, l'expansion vers l'Ouest de la zone à péage urbain a été annoncée et elle est entrée en vigueur en février 2007 avec un prix porté à 12 £ par jour. Toutefois, celle-ci a été supprimée en janvier 2011, peu après l'élection de Boris Johnson, le nouveau maire de Londres, la zone de péage retrouvant alors ses frontières d'origine.
À noter que le péage urbain a été suspendu les 7 et 8 juillet 2005, en réponse aux attaques terroristes sur les transports londoniens.
La mairie de Londres annonce le 15 mai 2020 vouloir augmenter le tarif de 11,5 £ à 15 £ par jour à partir du 22 janvier 2021 et compte également étendre les plages du prélèvement à toute la semaine contre seulement du lundi au vendredi auparavant.

## Objectifs
Le but affiché de ce système est d'encourager les voyageurs à utiliser les transports en commun, des véhicules moins polluants, des vélos, des motos ou leurs pieds à la place de leur voiture ou de leur camion, réduisant ainsi les embouteillages et permettant des déplacements plus rapides, moins polluants et plus réguliers. TfL annonce que la plus grande part des recettes du dispositif a été investie dans les transports publics.
En 2011, une étude du Health Effects Institute n'a pas réussi à trouver de preuves d'un impact bénéfique du péage urbain sur la qualité de l'air de la ville,,.

## Caractéristiques et fonctionnement

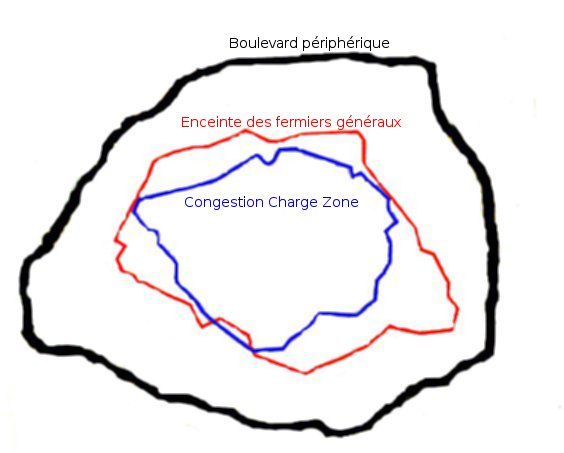
La zone de péage urbain de Londres en bleu, comparé à l'enceinte des fermiers généraux de Paris (en rouge) et le boulevard périphérique (en noir).

Le système fonctionne à l'aide de caméras de surveillance fixes qui enregistrent les véhicules entrant et sortant de la zone de péage, et qui permettent une lecture automatique de plaques minéralogiques ; des caméras mobiles peuvent aussi être déployées à l'intérieur de la zone. Les caméras prennent deux photos de chaque véhicule, l'une en couleurs et l'autre en noir et blanc, et utilisent une technologie à infrarouge pour identifier — avec un taux de réussite de 90 % — le numéro porté par chacune des plaques minéralogiques. Utilisant une base de données centrale des véhicules et de leur propriétaire, le système vérifie ensuite, la nuit qui suit, que pour chaque numéro relevé, le propriétaire du véhicule concerné a effectué un paiement. Si un numéro d'immatriculation n'a pu être identifié automatiquement, une intervention humaine est nécessaire pour la vérification. Ceux qui ont payé mais n'ont pas été identifiés dans la zone de péage ne sont pas remboursés, et ceux qui n'ont pas payé mais ont été identifiés sont passibles de l'amende.
Certains véhicules tels que les autobus, les minibus (au-delà d'une certaine taille), les taxis, les ambulances, les camions de pompiers, les véhicules de police, les motos, les véhicules à carburant alternatif et les vélos sont dispensés de péage (techniquement, certaines exemptions sont des remises de 100 %, et nécessitent quand même un enregistrement). Les résidents de la zone ont droit à une remise de 90 % s'ils payent comptant un forfait d'une semaine ou plus.
La zone de péage urbain de Londres est plus petite en superficie que la zone comprise à l'intérieur de l'Enceinte des fermiers généraux de Paris (c'est-à-dire la zone comprise entre les lignes 2 et 6 du métro parisien).
D'autres villes dans le monde utilisent le principe de péage urbain, telles que Stockholm, Oslo, Bergen ou encore Trondheim. Singapour est la première ville à avoir adopté ce système en 1975, qu'elle a modernisé en 1998. 